# Universitatea din Birmingham
Universitatea din Birmingham este una din cele mai mari universități publice din Marea Britanie. A fost fondată în anul 1900. În prezent (anul academic 2011 - 2012) are cca 26,1 mii de studenți, inclusiv masteranzi și doctoranzi. 

## Transport
Pentru a facilita accesul spre și dinspre campus, în 1978 a fost contruită gara University, singura gară din Marea Britanie construită cu scopul de a deservi o universitate.
1. ↑   http://www.about.bham.ac.uk/facts/students.shtml Lipsește sau este vid: |title= (ajutor)